# Zentralverband des Kürschnerhandwerks

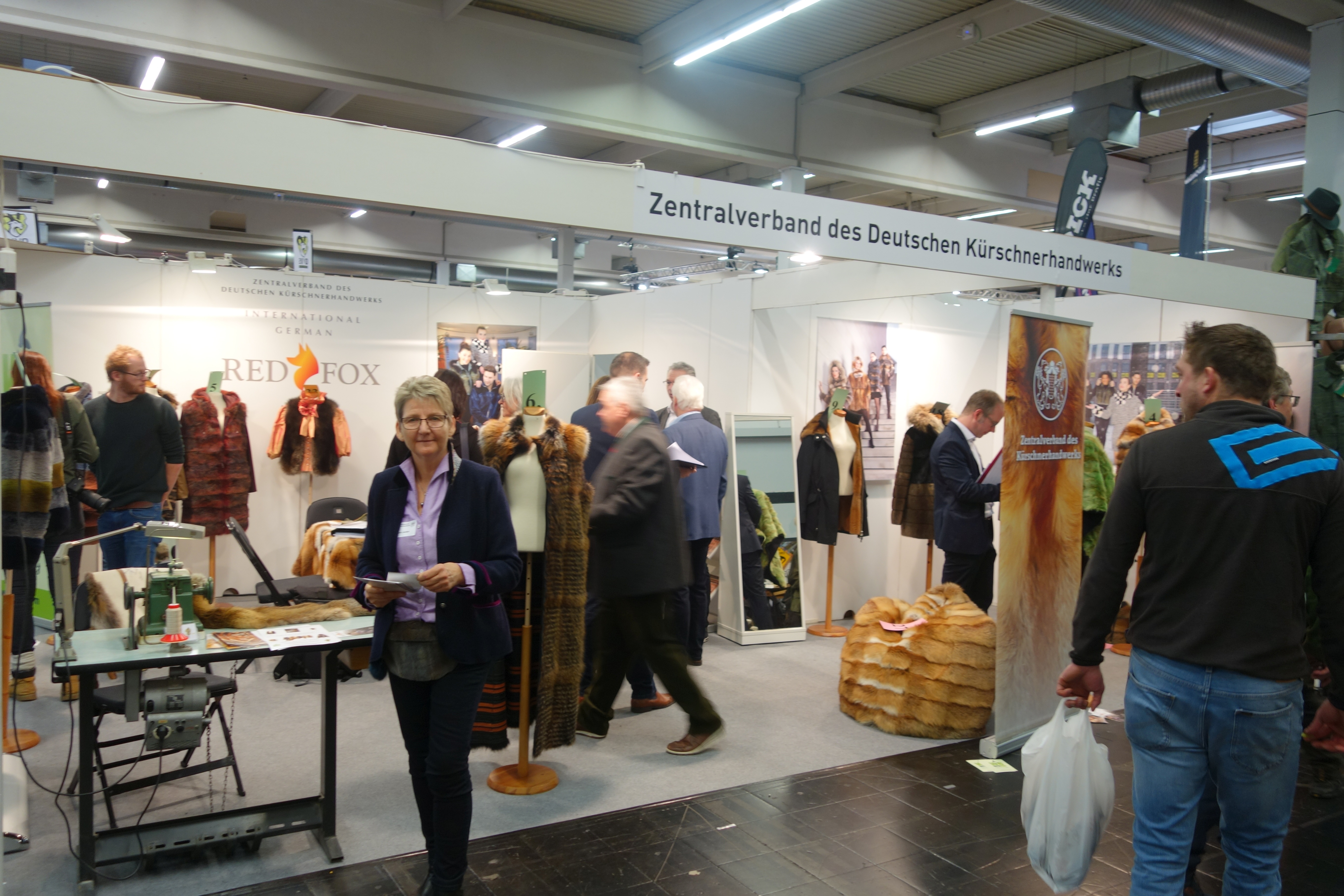
„International German Red Fox Award 2020“ – Ausstellung des Zentralverbands des Kürschner handwerks auf der Messe „Jagd & Hund“ in Dortmund

Der Zentralverband des Kürschnerhandwerks ist eine Vertretung der Kürschnerinnungen Deutschlands und ihrer Mitglieder, sowie der ihr als Einzelmitglieder beigetretenen deutschen Kürschner. Laut seinem Selbstverständnis hat der Bundesinnungsverband „die Aufgabe, die wirtschaftlichen, sozialen und beruflichen Interessen der Mitgliedsbetriebe wahrzunehmen und zu fördern. Neben die Interessenvertretung treten als Ziele der Verbandsarbeit die Öffentlichkeitsarbeit sowie Information, Beratung und Weiterbildung als Maßnahmen zur Steigerung der Leistungs- und Wettbewerbsfähigkeit der Mitgliedsbetriebe.“
Die Organe des Bundesinnungsverbands sind die Mitgliederversammlung und der Vorstand, für besondere Aufgaben kann der Verband Ausschüsse bilden, zum Beispiel für Berufsbildung, für Mode sowie für die Tarifpolitik.
Der Verband ist Mitglied des Zentralverbands des Deutschen Handwerks, des Deutschen Pelzinstituts, des Schulvereins Bundes-Pelzfachschule sowie der Zentrale zur Bekämpfung unlauteren Wettbewerbs. Er schließt gegebenenfalls für alle Betriebe des Kürschnerhandwerks Tarifverträge ab, die gemäß dem Tarifvertragsgesetz Mitglieder der tarifschließenden Parteien sind. Vertragspartner sind alle gewerblichen Arbeitnehmer, Angestellten und Heimarbeiter, die gemäß § 3 dieses Gesetzes tarifgebunden sind.

## Geschichte

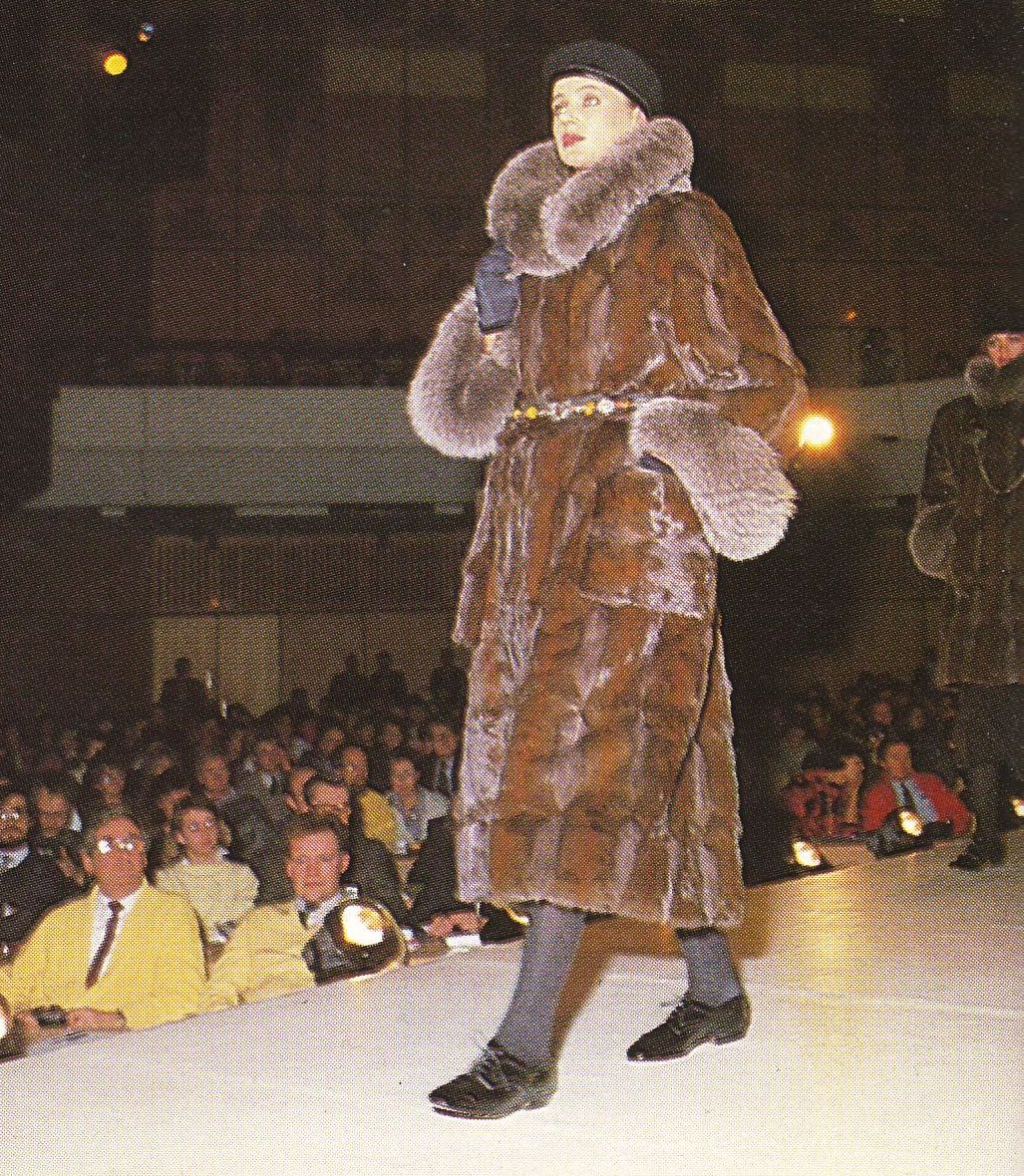
Trendmodell des Modeausschusses auf einer Modelehrtagung in Aachen (Saison 1986/87)

Mit dem Ende des Zweiten Weltkriegs löste sich die bisherige Dachorganisation der deutschen Kürschnerinnungen, der Reichsinnungsverband der Kürschner, auf. Am 28. Mai 1946, ein Jahr nach Kriegsende, lud Adolf Höper (Celle) die Repräsentanten des Kürschnerhandwerks zu einer ersten Aussprache über einen neuen Zusammenschluss ein. Am 31. Juli desselben Jahres gründeten dann die Kürschner Erich Levermann (Hamburg), Carl Scherer (Hannover), Wilhelm Gosekuhl (Köln), Franz Häupler (Düsseldorf), Heinz Thiemeyer (Münster) und Adolf Höper den Zoneninnungverband für das Kürschnerhandwerk der britischen Zone. Erster Vorsitzender wurde Erich Levermann, Geschäftsführer Heinrich Glück, der diesen Posten bereits seit dem 15. November 1933 beim Reichsinnungsverband versehen hatte. Als Nächstes wurde die Organisation im Vereinigten Wirtschaftsgebiet wieder aufgebaut, später folgten die Kürschnerinnungen in der Französischen Besatzungszone.
Daraus entwickelte sich nach und nach der Zentralverband des deutschen Kürschnerhandwerks, anfänglich mit Sitz in Lüneburg, anschließend in Frankfurt am Main, nahe dem Pelzhandelszentrum Niddastraße, dann Bad Homburg und heute mit der Geschäftsführung in Kaiserslautern. Der eigentliche Gründungstermin mit Sitz in Frankfurt ist der 23. Februar 1950. Die frühere territoriale Gliederung in Landesverbände wurde beibehalten. Das Schwergewicht der Verbandsarbeit wurde jedoch den Ausschüssen übertragen, während die Zentrale hauptsächlich Aufgaben handwerkspolitischer Art übernahm. Ausschüsse waren anfangs oder sind noch: der Berufsausbildungsausschuss, der Modeausschuss, der sozialpolitische Ausschuss und der Ausschuss für Betriebswirtschaft und Steuer.
Seit 1949 richtet der Zentralverband alljährlich den Internationalen Design-Wettbewerb des deutschen Kürschnerhandwerks aus, damals noch mit der Geschäftsführung in Lüneburg in der britischen Besatzungszone. Vorläufer des Leistungswettbewerb für Pelz produzierende Handwerksbetriebe waren die Neuheiten-Ausstellung (ab 1881) und die Deutsche Pelzmodenschau (ab 1921). Meist wurde in zeitlichem Abstand vor dem Wettbewerb eine Modelehrtagung zur Information der Mitglieder über die neuesten Modetrends abgehalten. Im Jahr 2011 kam federführend, in Korporation mit der Jägerschaft, der International German Red Fox Award hinzu, ein Wettbewerb zur Förderung der Nutzung der anfallenden einheimischen Jägerfelle.
Der Pelzabsatz hatte in der Zeit des bundesdeutschen Wirtschaftswunders einen einmaligen Höhepunkt erreicht. Der Verband veranlasste die Gründung von Erfahrungsaustauschgruppen, kurz als „Erfa-Gruppen“ bezeichnet. Hier trafen sich regelmäßig nicht in örtlicher Konkurrenz stehende Inhaber ähnlich gelagerter Betriebstypen nicht nur zum Erfahrungsaustausch. Innerhalb der Gruppen versuchte man beispielsweise durch gemeinsamen Einkauf Preisvorteile zu erzielen, oder zusammen Konfektion, Stoffe oder Zutaten vorteilhaft einzukaufen, die sie sonst wegen manchmal geforderter Mindestmengen wirtschaftlich sinnvoll nicht bekommen hätten. Alljährlich wurden hier die Betriebsergebnisse der Teilnehmer verglichen und ausgewertet. Für diese, vielen der mehr in der Praxis verhafteten Handwerker wenig geläufigen Zahlenauswertungen, entsandte der Zentralverband zu jedem Treffen einen Mitarbeiter, über Jahre hinweg Alfred Seffern, nach Abschied in den Ruhestand weitergeführt von Eberhard Haag. Für die Mitglieder erschien eine regelmäßige Informationsschrift, der „Chef-Tip“. Aus freiwillig eingesandten Betriebsergebnissen ermittelte und veröffentlichte der Verband alljährlich die Umsatzzuwächse oder -rückgänge der Mitglieder; die Teilnehmer erhielten einen nach Nord-, Süd- und Westdeutschland, Bundesländern und Umsatzgrößen aufgeschlüsselten, anonymen Vergleich. Eine besondere Herausforderung für die Geschäftsstelle bedeutete seit den 1970er Jahren die Information und Unterrichtung über die neu hinzugekommenen und sich beständig verändernden Handelsbeschränkungen durch überregionale Übereinkommen (CITES), europäische (EU-Artenschutzverordnung) und deutsche Gesetzgebung (Bundesnaturschutzgesetz).

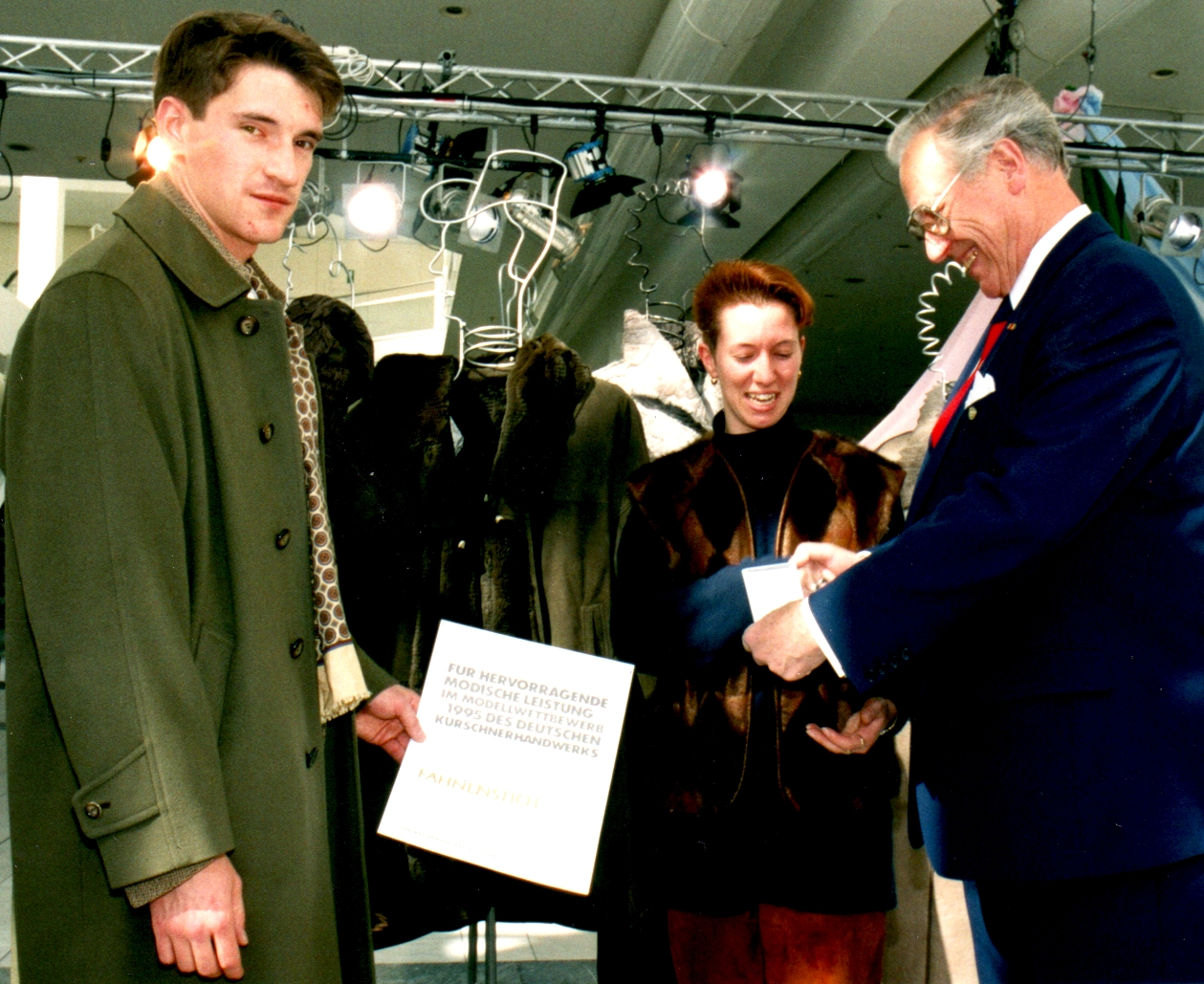
Preisverleihung durch den Vorsitzenden des Zentralverbands Carl-Hans Adrian an Kürschnermeister Andreas Fahnenstich (1995)

Ebenfalls auf Initiative des Zentralverbands des Kürschnerhandwerks, der damals noch den sperrigen Interimsnamen Arbeitsgemeinschaft der Landesinnungsverbände des Kürschner-, Hut- und Mützenmacherhandwerks des amerikanischen und britischen Besatzungsgebiets führte, wurde in Hamburg die Meisterschule des Kürschnerhandwerks errichtet, anfangs vor allem um die durch den langen Krieg bedingte Lücke der Berufsausbildung zu schließen. Die Aufgabe der Aus- und Weiterbildung des Meisternachwuchses der Bundesrepublik übernahm später die Bundes-Pelzfachschule in Frankfurt am Main, gegründet 1968. Eine ursprünglich zur Förderung der Schule beschlossene, mit reichlichen finanziellen Mitteln ausgestattete Stiftung wurde im Rahmen der Währungsreform praktisch mittellos und die Meisterschule wurde an die Stadt Hamburg übergeben. 1953 widmete die Mitgliederversammlung des Zentralverbands die Schulstiftung um und nannte sie Institut für Berufsförderung im Kürschnerhandwerk.
Der Ausbildung der Nachkriegskürschner diente auch das erste in der Bundesrepublik vom Zentralverband herausgegebene umfangreiche, großformatige Lehrbuch für das Pelzhandwerk „Der Kürschner“; die erste Auflage erschien 1953. Die Zeitschrift „Rund um den Pelz“, später umbenannt in „Pelz International“, war jahrzehntelang das offizielle Nachrichtenblatt des Zentralverbands des Kürschnerhandwerks (zuletzt erschienen im Rhenania Fachverlag GmbH, Hamburg).
1973 verlegte der Zentralverband des Kürschnerhandwerks seine Geschäftsstelle vom Frankfurter Bettinaplatz in ein neu erworbenes Gebäude im nahen Bad Homburg vor der Höhe, wo sich 2020 noch ein Archiv des Zentralverbandes befindet. Rechtliche Eigentümerin war die Gesellschaft zur Förderung des Kürschnerhandwerks mbH. Wegen der Verringerung der Anzahl der Kürschnereibetriebe wurde eine eigene Geschäftsführung des Zentralverband aufgegeben, sie wird inzwischen von der Kreishandwerkerschaft Westpfalz in Kaiserslautern wahrgenommen.
Die Wintertagung in Bad Soden im Jahr 1995, einem weltweit für die Pelzbranche schwierigen Jahr mit „erneuten Umsatzeinbrüchen“, war die erste öffentliche Mitgliederversammlung, an der auch Innungsmitglieder teilnehmen konnten. Stimmrecht hatten weiterhin nur die Obermeister.
Bis Ende 2018 war Helmut Knieriemen Hauptgeschäftsführer der Kreishandwerkerschaft Westpfalz. Noch heute obliegt ihm dort die Geschäftsführung für die Kürschner und ist er Ansprechpartner für Anfragen an das Kürschnerhandwerk. Im Jahr 2012 wurde er für seine Arbeit, zusammen mit zwei weiteren Mitgliedern des Verbandes, mit der Goldenen Ehrennadel, der höchsten Auszeichnung des deutschen Kürschnerhandwerks, geehrt. Geschaffen als Goldenes Ehrenzeichen, wurde die Auszeichnung erstmals am 31. Mai 1976 an die Kürschnermeister Levermann aus Hamburg und Paul Kunze (Mannheim) verliehen.

## Praktischer Leistungswettbewerb der Kürschnerjugend

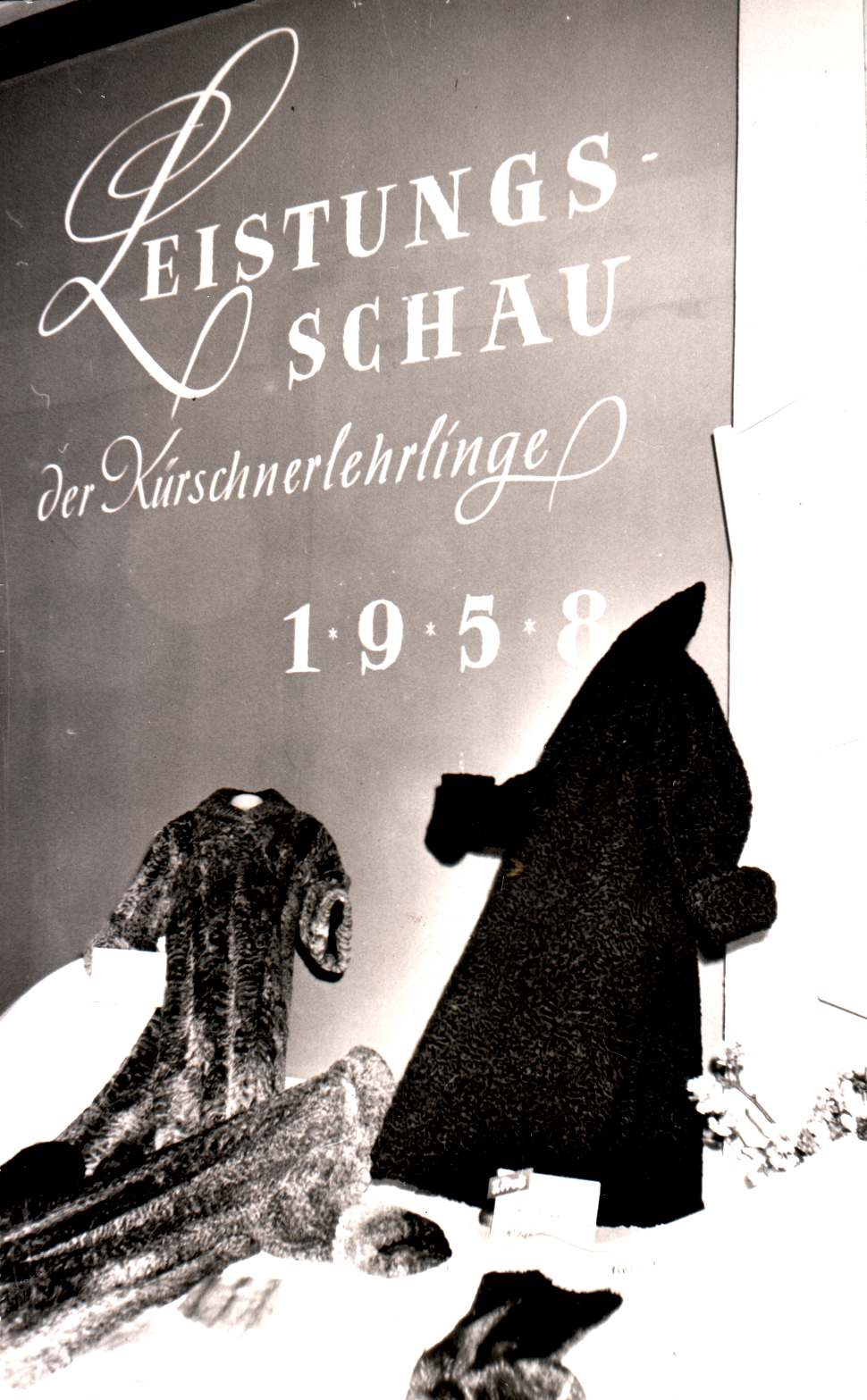
Leistungsschau der Kürschnerlehrlinge auf der Pelzmesse (1958)

Eine wesentliche Aufgabe des Zentralverbands des Kürschnerhandwerks ist die Ausrichtung des jährlichen Leistungswettbewerbs der Kürschnerjugend. Bis zur Einstellung der Internationalen Frankfurter Pelzmesse im Jahr 2008 wurden die prämierten Pelzarbeiten der Auszubildenden zusammen mit den Siegern des Internationalen Design-Wettbewerb des deutschen Kürschnerhandwerks dort ausgestellt.
Die Sieger der Auszubildenden werden durch praktische Arbeiten, sowie eine schriftliche und mündliche Prüfung ermittelt. Bei ausreichender Beteiligung wurden in einer Klausur zuvor die Landessieger ermittelt. Nach einer zweiten Klausur werden dann die bundesweit besten drei Kürschner ausgezeichnet. Die Gewinner erhielten Sach- und Geldpreise, die Ausbildungsbetriebe eine Urkunde.

## Artenschutzkreis Deutschland e. V. – ASK
Im Jahr 1979 wurde der Förderkreis der Kreishandwerkerschaft für vielfältige Tierartenerhaltung und Umweltschutz e. V. gegründet, später umbenannt in Artenschutzkreis Deutschland e. V., kurz ASK. Erklärtes Ziel ist es, sich für Tier- und Artenschutz einzusetzen und ihn ideell und finanziell zu unterstützen, sowie die Zusammenarbeit mit Tierschutzorganisation, in der Vergangenheit beispielsweise der WWF, zu fördern. Die zur Verfügung stehenden Mittel sanken im Lauf der Jahre durch den Rückgang der Mitglieder.
Im Jahr 2003 erhielt beispielsweise der Zoologische Garten Magdeburg eine Geldspende; am 30. Oktober 2003 außerdem das Wiederansiedlungsprojekt für Luchse im Nationalpark Harz 5000 €, das 2006 noch einmal eine Spende von 8000 € erhielt. Am 14. Februar 2004 wurde auf Anregung der dortigen Kürschnerinnung dem Karlsruher Zoo eine Spende von 5000 € übergeben. Ebenfalls 5000 € erhielt der Tierpark Nürnberg im Jahr 2008.
Vorsitzender des Artenschutzkreises im Jahr 2020 ist Egon Samabor.

## Personalien

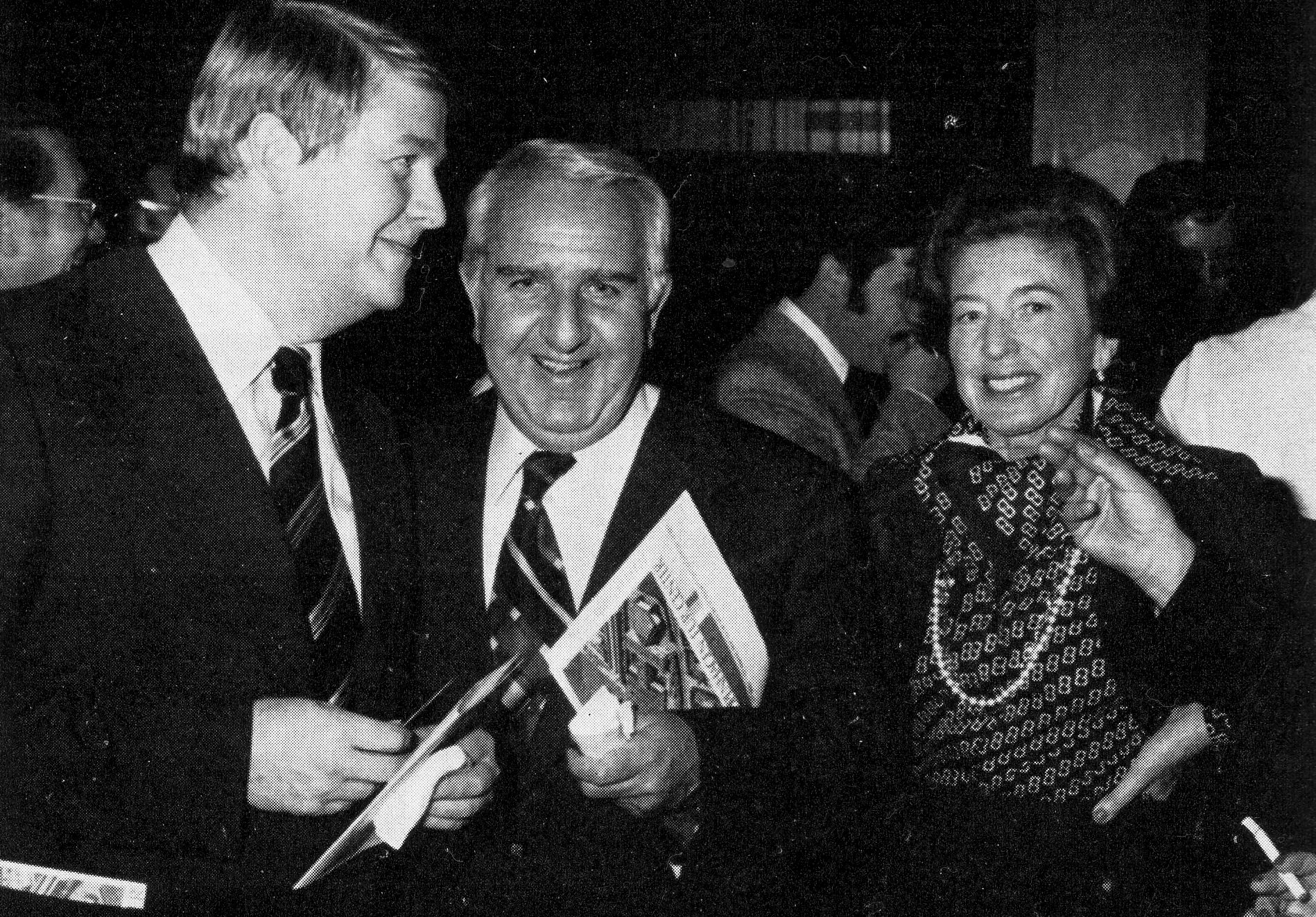
Links Bert Knoop, Verbandspräsident in seinem ersten Dienstjahr 1967

### Erster gewählter Vorstand (23. Februar 1950)
Erich Levermann, Hamburg (1. Vorsitzender, bis 1966), Paul Kunze, Mannheim (Vorsitzender); Wilhelm Gosekühl, Köln (Beisitzer); Hermann Schwerdtfeger, Wiesbaden (Beisitzer)

### Zentralverbands-Präsidenten
- Erich Levermann (1950–1966)
- Karl G. Koester (1966–1976)
- Alfred Hanert (1977–1983)
- Otto Dabs (1984–1990)
- Carl-Hans Adrian (1990–2002)
- Wolfgang Jahn (2002–2009)
- Susanne Plappert-Piller (2009–2012)
- Egon Samabor (seit 2012)[16][11]

### Zentralverbands-Geschäftsführer
- Heinrich Glück (1933 (Reichsinnungsverband; † 1967[16])–1967)
- Bert Knoop (1967–1999; * 1934; † 23. August 2023)
- Helmut Knieriemen (seit 1999)[11]

### Information und Beratung
Die Stellen der Berufsförderung wurden aus Gewerbeförderungsmitteln des Bundesministeriums für Wirtschaft bezuschusst. Die Beratungsstelle beschäftigte zeitweise drei Berater, Alfred Seffern, Egon Beinhauer und Eberhard Haag. Aus finanziellen Gründen, vor allem aufgrund sinkender Mitgliederzahlen (der Organisationsgrad sank von 67 Prozent auf knapp 30 Prozent) wurde dieser Dienstleistungssektor Ende 1987 bzw. 1990 aufgegeben.

#### A. Informationsstelle für Unternehmensführung
Die Aufgabe der Informationsstelle für Unternehmensführung waren Betriebsvergleiche, Beratungen, Referate auf Innungsversammlungen, Seminare, Herausgabe von Informationsmaterial, beispielsweise des Chef-Tips.
Leitung
- Bert Knoop (1960–1967)
- Heinrich Pelle (1967–1969)
- Alfred Seffern (1969–1990)

#### B. Betriebswirtschaftliche Beratungsstelle
Die Betriebswirtschaftliche Beratungsstelle betreute vor allem die Erfahrungsaustauschgruppen (Erfa-Gruppen).
Leitung
- Eberhard Haag (1981–1990)

#### C. Technische Beratungsstelle
Die Technische Beratungsstelle beschäftigte sich wesentlich mit Rationalisierungsmaßnahmen der Kürschnerei.
Leitung
- Egon Beinhauer (1972–1987)

## Herausgegebene Publikationen (Auswahl)
- Pelztiere. Robert Scholz, Fulde-Verlag (ca. 1950)
- Der Kürschner. Autorenkollektiv, Berufsausbildungs-Ausschuss des Zentralverbandes des Kürschnerhandwerks. Verlag J. P. Bachem in Köln (1953)
- Rauchwaren (Felle zu Pelzwerk) und daraus hergestellte Erzeugnisse (Pelze) – Bezeichnungsvorschriften – RAL 075 A 2. Beuth-Vertrieb, Berlin, Ausgabe 1968
- Chef-Tip – Führungsinformationen der BIUK. Betriebswirtschaftliche Informationsstelle für Unternehmensführung (regelmäßig seit 1973. Nr. 66 mit erstem Stichwortverzeichnis erschien am 5. März 1983)
- Fixieren – aber richtig. E. Beinhauer, technische Beratungsstelle (1974)
- Pelz 1 – Einführung in die Fellveränderung durch Schnitte (1975); Pelz 2 – Der Werkstoff Fell im Blickwinkel des Pelzgestalters (1977); Pelz 3 – Verfahren zum Gestalten von Pelzen (1977). Hans Quaet-Faslem, Martin von Schachtmeyer
- Leistungsbezogene Entlohnung auf Zeitlohnbasis für das Kürschnerhandwerk. F. Heitz, W. P. Salisch (1975)
- Haar- und Lederbehandlung in der Kürschnerei. E. Beinhauer, technische Beratungsstelle (1976)
- Betriebsorientierte Marketing-Konzeption für den Zentral-Verband des Kürschner-Handwerks. Peter Clevenz, Ulrich Eggert (Köln 1977)
- Betrieblicher Ausbildungsplan im Kürschnerhandwerk (1977)
- Pelze – Eine Zeitschrift für die elegante Dame. Rhenania-Fachverlag GmbH, Schloss Philippseich, Dreieich (1977)
- Ausbildung und Training in fellverarbeitenden Betrieben. Ingrid Scheres-Koch, durchgeführt vom Bekleidungstechnischen Institut e. V., Mönchengladbach (1978)
- Einführung in die Technik der Fellveränderung durch Schnitte am Beispiel des Auslassens. Manfred Göring, Lern- und Arbeitsbuch zum Band 1 der Schriftenreihe Pelz (1979)
- Sammelwerk Pelz, Herstellen von Pelzen, Band I-B, Beispiele aus der Praxis. Diverse Autoren (1981)
- Mathematisches Arbeitsbuch, für Kürschner. Manfred Göring (1981). Nachfolgeband zum Lern- und Arbeitsbuch Einführung in die Techniken der Fellveränderung durch Schnitte am Beispiel des Auslassens
- Praxisanleitung zur Stärken-Schwächen-Analyse im Kürschnerhandwerk. Uwe Bernd Billesberger, Bert Knoop. IHW-Studien und -Berichte, Institut für Handwerkswirtschaft München, Forschungsinstitut im Deutschen Handwerksinstitut, München 1996